# Артур Шницлер (награда)
Литературната награда „Артур Шницлер“ (на немски: Arthur-Schnitzler-Preis) е учредена от Дружество Артур Шницлер във Виена за възпоменание на писателя Артур Шницлер. Присъжда в неравномерни срокове, като за първи път се дава през 2002 г.
Отличието е на стойност 10 000 €.

## Носители на наградата
- Францобел (2002)
- Герт Йонке (2005)
- Катрин Рьогла (2012)